# Восьмая Ольховка
Восьмая Ольховка, 8-я Ольховка — упразднённая в 1975 году деревня в Знаменском районе Тамбовской области. Входила в состав Покрово-Марфинского сельсовета, включена в состав села Покрово-Марфино.

## География
Находилась к востоку от Покрово-Марфино, у прудов.

## История
Деревня образована в 1911 году, по другим данным Восьмая Ольховка (Бегичева тож) упоминается в епархиальных сведениях 1911 года.
Решением исполкома областного Совета от 11 февраля 1975 года № 91 объединена с селом Покрово-Марфино и исключена из перечня населенных пунктов области

## Население
Согласно епархиальным сведениях 1911 года в 18 дворах проживало 109 человек, из них мужчин — 54, женщин — 55.
В 1932 году — 195 жителей.
В 1975 году проживало 184 человека.

## Инфраструктура
Личное подсобное хозяйство.

## Транспорт
На окраине проходит автомобильная дорога федерального значения Р193, соединяющей города Воронеж и Тамбов.